# 788-й истребительный авиационный полк ПВО
788-й истребительный авиационный полк ПВО (788-й иап ПВО) — воинская часть Военно-воздушных сил (ВВС) Вооружённых Сил РККА, принимавшая участие в боевых действиях Великой Отечественной войны.

## Наименования полка
За весь период своего существования полк несколько раз менял своё наименование:
- 282-й истребительный авиационный полк
- 282-й истребительный авиационный полк ПВО
- 788-й истребительный авиационный полк ПВО
- 84-й гвардейский истребительный авиационный полк ПВО
- Полевая почта 65312

## Создание полка
788 истребительный авиационный полк образован 18 марта 1942 года путём переименования 282-го истребительного авиационного полка ПВО.

## Переименование полка
788-й истребительный авиационный полк ПВО 31 марта 1943 года за образцовое выполнение боевых задач и проявленные при этом мужество и героизм на основании Приказа НКО СССР переименован в 84-й гвардейский истребительный авиационный полк ПВО.

## В действующей армии
В составе действующей армии:
- с 15 июля 1942 года по 31 марта 1943 года.

## Командиры полка
- майор Капустин Иосиф Егорович (погиб)[3], 15.10.1941 — 22.08.1942
- майор Стебловский Иван Егорович[3], 12.09.1942 — 31.03.1943

| Як-7УТ | Як-9УМ | Як-7 |

## В составе соединений и объединений
| Период        | Фронт (округ)                | Район                                | Дивизия                                                | Вооружение |
| ------------- | ---------------------------- | ------------------------------------ | ------------------------------------------------------ | ---------- |
| 18.03.1942 г. | Сталинградский военный округ | Сталинградский дивизионный район ПВО | 102-я истребительная авиационная дивизия ПВО           | Як-1       |
| 26.04.1942 г. | Сталинградский военный округ | Сталинградский корпусной район ПВО   | 102-я истребительная авиационная дивизия ПВО           | Як-1       |
| 07.08.1942 г. | Юго-Восточный фронт          | Сталинградский корпусной район ПВО   | 102-я истребительная авиационная дивизия ПВО           | Як-1       |
| 30.09.1942 г. | Сталинградский фронт         | Сталинградский корпусной район ПВО   | 102-я истребительная авиационная дивизия ПВО           | Як-1       |
| 01.01.1943 г. | Донской фронт                | Сталинградский корпусной район ПВО   | 102-я истребительная авиационная дивизия ПВО           | Як-1       |
| 01.02.1943 г. | Южный фронт                  | Сталинградский корпусной район ПВО   | 102-я истребительная авиационная дивизия ПВО           | Як-1       |
| 31.03.1943 г. | Южный фронт                  | Сталинградский корпусной район ПВО   | 2-я гвардейская истребительная авиационная дивизия ПВО | Як-1       |

## Участие в операциях и битвах
- ПВО Сталинграда
- ПВО Юго-Восточного фронта
- ПВО Сталинградского фронта
- ПВО Донского фронта
- ПВО Южного фронта
- Сталинградская битва — с 17 июля 1942 года по 2 февраля 1943 года

## Отличившиеся воины
- Башкиров Вячеслав Филиппович, политрук, комиссар эскадрильи 788-го истребительного авиационного полка 102-й истребительной авиационной дивизии Сталинградского Корпусного района ПВО 8 февраля 1943 года удостоен звания Герой Советского Союза. Золотая Звезда № 790.
- Гультяев Григорий Капитонович, лейтенант, заместитель командира эскадрильи 788-го истребительного авиационного полка 102-й истребительной авиационной дивизии Сталинградского корпусного района ПВО 8 февраля 1943 года удостоен звания Герой Советского Союза. Золотая Звезда № 800.
- Козлов Николай Александрович, капитан, командир эскадрильи 788-го истребительного авиационного полка 102-й истребительной авиационной дивизии Сталинградского корпусного района ПВО 14 февраля 1943 года удостоен звания Герой Советского Союза. Золотая Звезда № 702.

## Лётчики-асы полка
Летчики-асы полка, сбившие более 5 самолётов противника в воздушных боях.
| Фамилия, имя отчество        | Награды | Сбито самолётов (+ в группе) | Примечание |
| ---------------------------- | ------- | ---------------------------- | --- |
| Башкиров Вячеслав Филиппович |         | 7 + 2                        | Лётчик полка: 1942 — 1943. Як-1. Боевых вылетов: 161; воздушных боев: около 20. После 1943 года - воевал в 907-м иап ПВО. |

## Статистика боевых действий
Всего за годы Великой Отечественной войны полком:
| Выполнено боевых вылетов | Проведено воздушных боёв | Сбито самолётов в воздухе |
| ------------------------ | ------------------------ | ------------------------- |
| 3025                     | 122                      | 88                        |

Свои потери:
| Потеряно самолётов, всего | Погибло лётчиков всего |
| ------------------------- | ---------------------- |
| 37                        | 26                     |

## Самолёты на вооружении
| Период      | Самолёты |
| ----------- | -------- |
| 1941 — 1944 | Як-1     |